# Callibaetis pretiosus
Callibaetis pretiosus är en dagsländeart som beskrevs av Banks 1914. Callibaetis pretiosus ingår i släktet Callibaetis och familjen ådagsländor. Inga underarter finns listade i Catalogue of Life.